# Contracció uterina

Esquema del sistema reproductor femení, amb l'úter. A les parets laterals s'hi aprecien les tres capes, de dins a enfora: la mucosa endometri, el múscul miometri, i la membrana exterior perimetri. L'endometri és el múscul que quan es contrau fa les contraccions.

Una contracció uterina és una contracció de les fibres musculars de l'úter de la dona que apareix al transcurs de l'embaràs, el part i el postpart. Durant la contracció l'úter s'endureix i el seu cos esdevé cilíndric, aíxí, la dona sent de sobte la panxa molt dura, i a més una mena de dolor semblant al de la menstruació i punxades al pubis. La intensitat de la contracció uterina es caracteritza sempre per una fase ascendent, una culminació i una fase descendent.
Les esferes intravaginals s'usen per a entrenar l'úter a les seves contraccions i per a ajudar a rehabilitar-lo després del part.

## Tipus

Esquema d'un úter, on s'aprecia on i com és l'anomenat cèrvix o coll uterí, les parets uterines formades pel múscul llis (miometri) i els orificis intern i extern.

Esquema d'una dona embarassada, amb el futur nadó a la cavitat de l'úter. A dalt hi ha la placenta i a baix, sota el cap, el cèrvix o coll uterí.

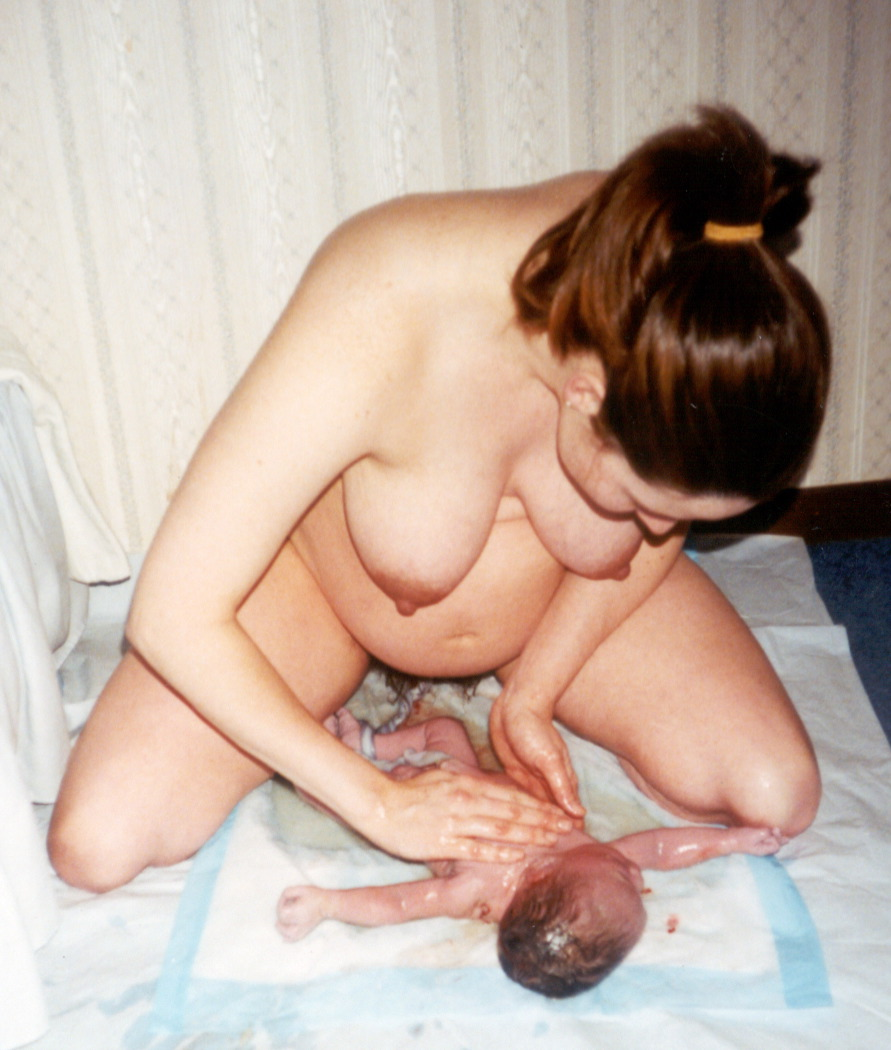
Les contraccions uterines serveixen per donar a llum, expulsar la placenta i restes que el nadó ja no usarà i evitar que la mare es desangri.

Les contraccions normals produeixen en totes les dones sanes al llarg de cada cicle embaràs-part-postpart i són:
- Contraccions uterines a l'embaràs: són dèbils i indolores.[1]
- Contraccions de Braxton Hicks o treball de part fals: són contraccions aïllades o irregulars, tant en la seva duració com en intensitat, que poden aparèixer a partir de la sisena setmana d'embaràs, tot i que no solen ser perceptibles fins al segon o tercer trimestre. Tenen la funció de preparar i entrenar l'úter per al part i és important no confondre-les amb les contraccions de part als últims dies d'embaràs.[3] Aquestes contraccions es diferencien de les de part "vertader" en que no són cada cop més intenses, ni cada cop més properes i en què s'alleugen canviant de posició o caminant (mentre que les de part continuen encara que la dona estigui en moviment). No solen sentir-se a l'esquena, només al davant, mentre que les de part solen venir des de l'esquena cap endavant.[4]
- Contraccions de dilatació: són cada vegada més intenses i més freqüents, i es mantenen encara que la dona camini. Poden aparèixer abans o després de trencar aigües. Indiquen que el coll uterí es comença a dilatar, però aquest no estarà completament dilatat, i llavors llest per al part, fins que no hi hagi també esoderaments. Pot haver una lleu pausa entre les contraccions de dilatació i les contraccions per a fer sortir el fetus.[4]
- Espoderaments i contraccions durant el part: Els esoderaments són contraccions violentes de la zona abdominal coincidents amb la contracció uterina durant l'expulsió del fetus i tenen per objecte d'impulsar el fetus. Aquestes contraccions uterines són involuntàries, intermitents, rítmiques, totals, doloroses i progressives en la seva durada i intensitat.[1] S'inicien quan el coll uterí s'ha dilatat completament i comencen a perdre intensitat quan surt el nadó i la resta de líquid amniòtic, acabant quan finalitza totalment el part. En un part normal pot durar fins a una hora en una dona que pareix per primera vegada i només uns minuts en dones que ja han tingut algun infant.[4]
- Contraccions just després de l'expulsió del fetus: provoquen el despreniment de la placenta i la formació del globus uterí.[1] Les contraccions uterines atenyen el màxim d'intensitat, durada i freqüència durant el part.[5]
- Torçons o contraccions al postpart: són contraccions doloroses i intermitents de l'úter, que duren dos o tres dies.[1]

Les dones també poden tenir contraccions uterines durant la menstruació, que ajudarien a expulsar el teixit intern. La fisiologia de la menstruació està molt poc estudiada i no se sap gaire cosa d'ella. Alguns autors pensen que hi pot haver petites contraccions uterines que podrien estar relacionades amb les menstruacions doloroses.
En cas de malaltia poden haver contraccions uterines anormals o contraccions uterines hipertòniques.

## Fisiologia de les contraccions uterines
Al final de l'embaràs, el fetus està localitzat a la part més baixa de la panxa, cosa que fa que, pel seu pes, pressioni el coll uterí, o cèrvix, de la mare. Aquest cèrvix ha esdevingut molt fàcilment deformable al llarg de l'embaràs gràcies a l'acció de les hormones prostaglandines i relaxina, que també s'encarreguen de relaxar els lligaments pelvians per a poder fer lloc al fetus, la bossa amniòtica i la placenta. És justament la pressió que fa el fetus contra el cèrvix el que desencadena les primeres contraccions uterines, que fan que el cap del fetus (la part més pesanta) estigui cada cop més avall a la pelvis. Aquestes contraccions a l'embaràs es desplacen en forma d'ona de la part superior a la inferior de l'úter. La mare les percep com un enduriment del ventre.
La pressió del cap del fetus sobre la cèrvix i la dilatació cervical provoquen l'estirament de les fibres musculars, i aquest estirament posa en marxa un reflex que s'anomena reflex de Ferguson, que estimula la producció de l'hormona oxitocina. Aquesta hormona actua sobre l'úter provocant-li contraccions musculars. Així, s'inicia una espiral cíclica a la qual les contraccions produeixen més estirament de la cèrvix, aquesta estimula l'oxitocina i la darrera augmenta les contraccions; de manera que les contraccions van augmentant de manera progressiva i creixent. També es van fent cada cop més regulars. Un cop arribat aquest punt, el cicle només pot aturar-se per mitjà del part.
El part s'inicia amb contraccions rítmiques de l'úter, amb una freqüència d'entre tres i cinc minuts. Aquestes contraccions, en forma d'onada de dalt a baix, i amb l'úter completament dilatat, empenyen el fetus cap avall i li donen una porta de sortida a la vagina. A més del fetus, també s'expulsen la placenta i les membranes. Les contraccions tenen encara una altra funció envers la mare, i és la d'evitar tant com sigui possible que no perdi massa sang amb la separació de la placenta. Així i tot, malgrat que les contraccions uterines frenen l'hemorràgia, la mare perdrà uns 240ml de sang en un part normal.